# Società Ginnastica Triestina (pallacanestro maschile)
La Società Ginnastica Triestina è stata la sezione di pallacanestro maschile dell'omonima polisportiva.

## Storia

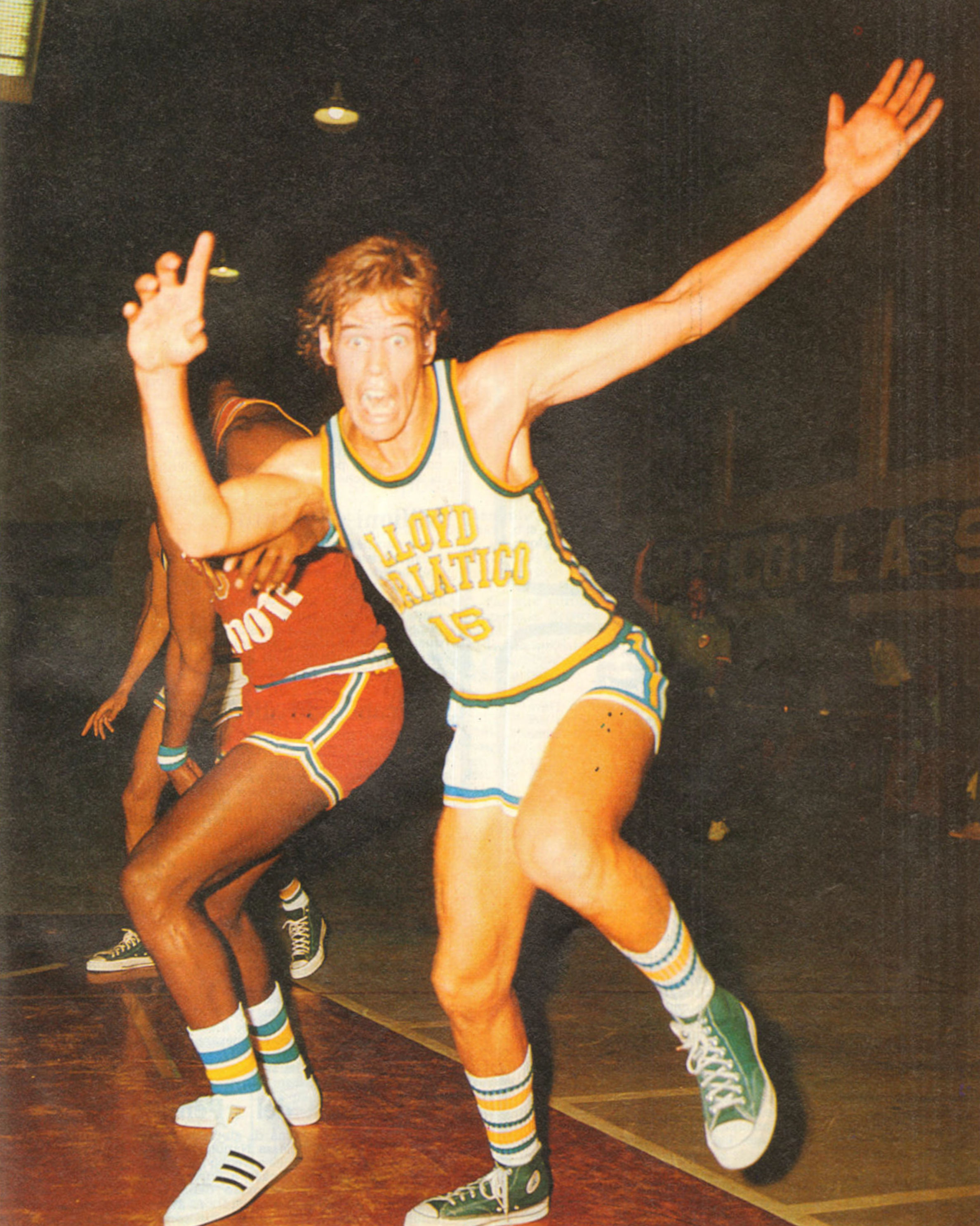
Steve Brooks in canotta Lloyd nella stagione 1974-75

Negli anni 30 e 40 del XX secolo ha conquistato cinque titoli nazionali. Trieste è tuttora la città che ha dato il maggior numero di giocatori alla nazionale azzurra.
La parabola della squadra ai massimi livelli si conclude definitivamente nella stagione 1974-75, quando, sponsorizzata Lloyd Adriatico, disputa il primo campionato di A2 con in campo nove dilettanti e un unico professionista, lo statunitense Steve Brooks.
A quel punto lo sponsor abbandona e la Ginnastica si prepara a fare altrettanto: di fronte al rischio di scomparire dal basket di vertice, diversi cittadini decidono di creare una nuova società, la Pallacanestro Trieste, che eredita i diritti all'A2.

## Palmarès
- Campionato italiano: 5

1930, 1932, 1934, 1939-40, 1940-41

## Sponsor
- 1955-1956: Arrigoni
- 1957-1960: Stock
- 1961-1963: Philco
- 1966-1975: Lloyd Adriatico